# San Sebastián de los Reyes
 (juillet 2015).
Si vous disposez d'ouvrages ou d'articles de référence ou si vous connaissez des sites web de qualité traitant du thème abordé ici, merci de compléter l'article en donnant les références utiles à sa vérifiabilité et en les liant à la section « Notes et références ».
Pour les articles homonymes, voir San Sebastián.
San Sebastián de los Reyes est une commune espagnole de la communauté de Madrid située à 18 kilomètres au nord de la capitale espagnole, Madrid. La superficie de la commune est de 59,62 km2 et elle comptait au 1er janvier 2014, 83 329 habitants. La ville est connue communément sous le nom de "Sanse", et elle est surnommée "La petite Pampelune" (La Pamplona chica) en raison de ses encierros.

## Histoire

### Fondation et premières années

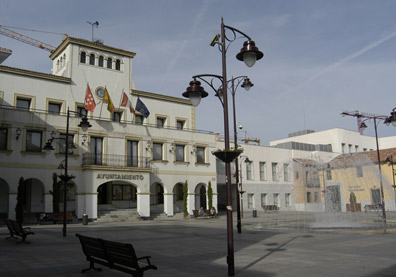
Mairie de San Sebastián de los Reyes, à la Plaza de la Constitución.

San Sebastián de los Reyes a été fondé en 1492, après la fuite en 1448 de trente-deux voisins de la commune d'Alcobendas, lesquels se sont établis dans des cabanes autour de l'ermitage de Saint-Sébastien qui se trouvait dans les terrains de la ville de Madrid. Le motif de la fuite des voisins était la pression à laquelle ils étaient soumis de la part du seigneur féodal Don Juan Arias de Ávila, seigneur et futur comte de Puñonrostro.
Les Rois catholiques, pour favoriser un plus grand peuplement des territoires du domaine royal, c'est-à-dire les territoires qui dépendaient directement de la Couronne, ont permis la fondation d'un nouveau bourg autour d'un ermitage dédié à saint Sébastien, situé dans les limites de la ville de Madrid, et par conséquent sous la juridiction royale. Ainsi sous la protection de cet ermitage et avec le soutien direct des Rois de Castille et d'Aragon, la commune a pris son nom. San Sebastián de los Reyes devient une réalité définitive en 1492, sous la protection légale des Rois catholiques. La dénomination «de los Reyes» n'a changé qu'une fois par suite d'un accord en pleine Révolution de 1868, la commune est donc renommée «San Sebastián de la Soberanía».
Quand la cour royale est arrivée à sa résidence à Medina del Campo, elle a expédié une Real cédula qui date du 2 mai 1492 :

« El Rey y la Reina: Concejo é Regidor é los Alguaciles é Regidores, vasallos, escuderos é infantes é homes buenos de la noble villa de Madrid.
E ya sebéis como el lugar de San Sebastián de los Reyes, tierra é jurisdicción desa villa, se puebla é agora nuevamente, y al por qué como se ve esperan que serán favorecidos é ayudados por que se pueble de más vecinos por ende. Nós os mandamos que los ayudéis é favorezcáis é mireis mucho por ellos é no consistáis ni deis lugar á que sean maltratados.
Dada en la villa de Medina á dos días del mes de mayo del año del nacimiento de Nuestro Señor Jesucristo de mil é cuatrocientos é noventa y dos años.
Yo el Rey.— Yo la Reina.— Por mandado de mis señores el Rey é la Reina: Juan Zapata, Secretario. »

Le 24 août de cette année un placet a été déposé à la mairie madrilène pour qu'on indique aux nouveaux habitants les lieux prévus pour vivre. La mairie nomme alors aux conseillers Pedro Zapata et Luis Alcalá, au commissaire Lodeño et au maire de El Pardo pour indiquer les lieux où ils devraient construire leurs habitations. Juan Arias présenta de nouveau des problèmes, mais Madrid s'est adressé au juge du Territoire communal, le licencié Francisco de Vargas, pour défendre aux habitants afin qu'ils puissent continuer à bâtir leurs foyers. L'ordre royal ordonnait d'établir le territoire des nouveaux voisins, deux conseillers et le maire ont conclu un accord :

« En San Sebastián de los Reyes, lugar en término y jurisdicción de la noble y leal villa de Madrid, miércoles nueve días de enero del año del nacimiento de Nuestro Señor Jesucristo de 1493. Los Señores Juan de Linares, Alcalde y Justicia mayor de la dicha villa, por sus Altezas Diego de Vargas y Lorenzo Méndez, Regidores, en virtud de comisión que les fue dad por dicha villa, por ante mí el Escribano de Ayuntamiento de ella, le fue fecha para ver los términos que por los vecinos de San Sebastián de los Reyes fueron pedidos. Luego se señalaron los que debía tener el lugar, poniendo los mojones. »

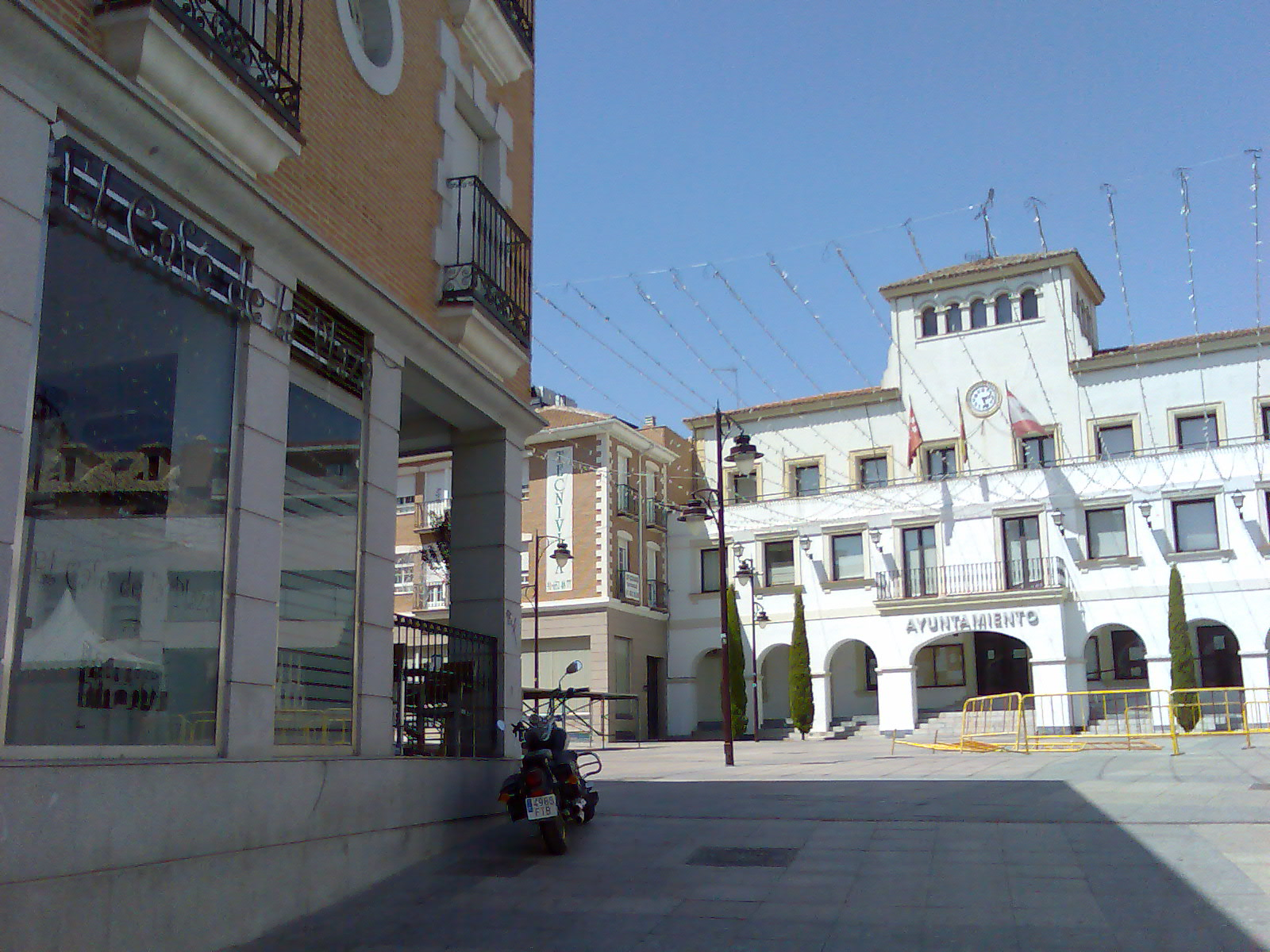
Place de la Mairie lors des Fêtes patronales.

Toutes les cessions territoriales qui ont été faites sont établies dans des fichiers documentés du Conseil municipal de Madrid. Après les concessions, le 10 janvier 1493 Pedro García Retamo et Diego Fernández de Guadalix ont été nommés Maires, tandis qu'Alonso de Paredes a reçu le poste d'huissier. Pedro Gómez, d'Alcobendas, a été nommé Greffier et Notaire public de la nouvelle commune et sous peine de perte et privation de son métier, en plus de l'amende résultante de 10 000 maravédis. Ce jour-là, le lieu a acquis le titre de municipalité.
Un mois après, le 13 février, Gonzalo Monzón et Diego de Vargas, tous deux conseillers municipaux à Madrid, accompagnés du Procureur général, ont monté le lieu prévu pour la plantation de vignes. Alonso Pescador, Andrés Rodríguez et Alonso Pineda ont assisté en qualité de témoins.
En 1494, les nouveaux voisins se sont protégés, une fois de plus, du seigneur Juan de Arias avec l'aide des monarques. Cette aide est arrivée le 20 mai sous la forme d'une Real cédula ratifiée par le secrétaire Juan de la Parra. Le texte exhortait au Conseil municipal, à la Justice et aux Officiers, aux Conseillers municipaux, ainsi qu'au prince Don Juan, aux Infants et aux Ducs de défendre les voisins de San Sebastián de los Reyes et de punir de 10 000 maravédis d'amende ceux qui maltraitaient ou abusaient des habitants de la municipalité. Juan de Arias, indigné par les résolutions royales, attaquait toujours en réponse les possessions et les foyers qui avaient fui de lui. En janvier 1516, Juan de Arias a commis un meurtre, donc à la suite d'une dénonciation, la reine Juana I et son fils, Charles I ont publié le 18 avril qu'ils ordonnaient l'accomplissement de ce que les Rois Catholiques avaient décrété en leur temps. Au cas où un proche de Juan de Arias enfreignait la règle royale on lui imposerait des peines comme l'exil de la juridiction et une amende de 20 000 maravédis, ce dont a été informé le 24 avril le Maire de l'époque, Andrés Rodríguez.

### Guerre d'indépendance espagnole
Durant la guerre d'indépendance espagnole il y avait des garnisons françaises cantonnées dans la commune, plus concrètement une compagnie du 4e bataillon de l'armée française, auquel les villageois devaient fournir des vivres —du blé, de l'orge, de la paille, du vin, des légumes, de l'huile, de la viande, du charbon et du bois— et laisser à son service quatre-vingt un mulets et trente-cinq poussins, selon les documents de 1810 et 1811 conservés aux Archives municipales de la ville.

## Géographie

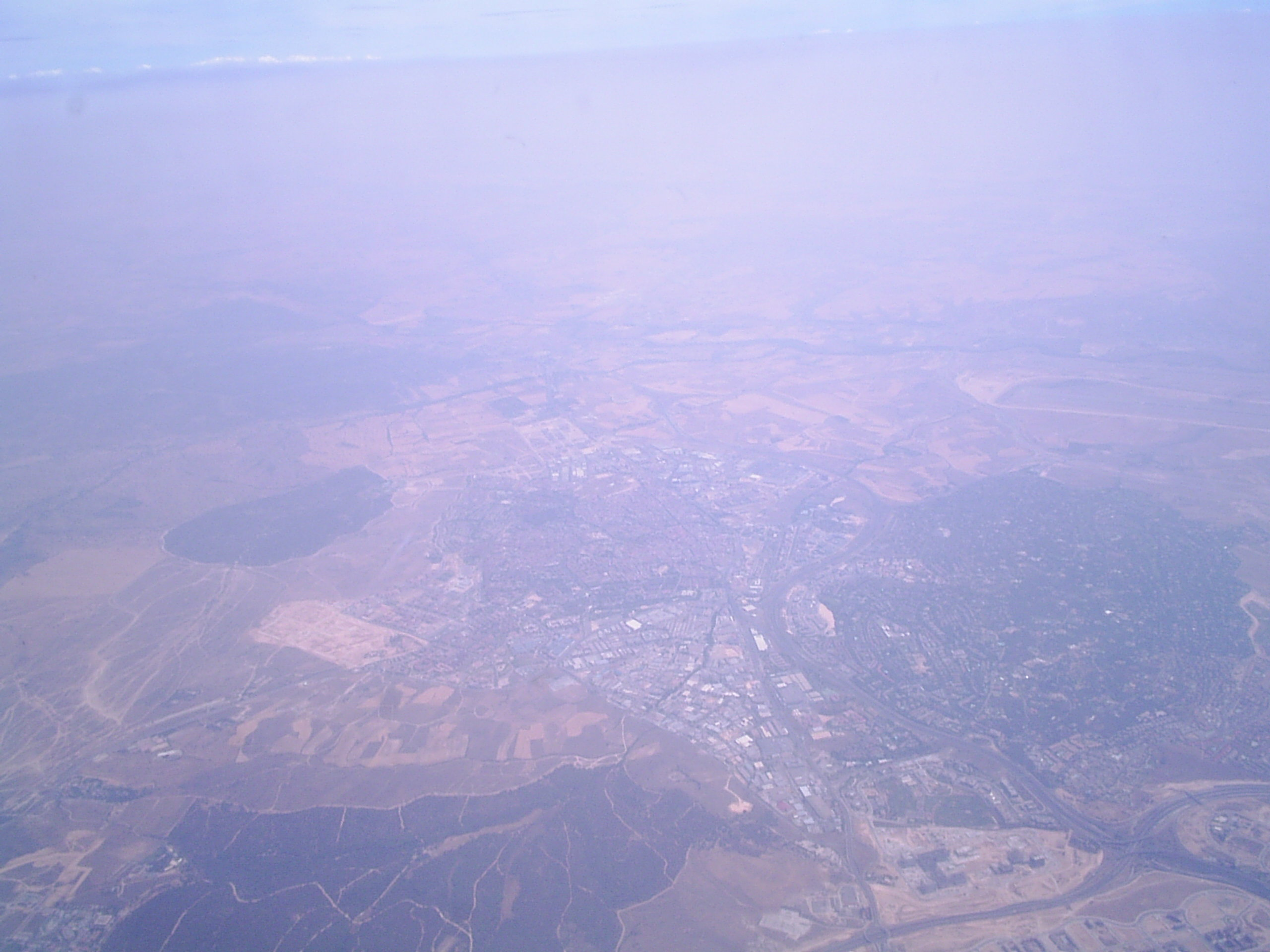
San Sebastián de los Reyes et Alcobendas vues d'un avion. On peut apercevoir la Dehesa Boyal et l'autoroute A-1.

La commune se trouve au pied du Parc régional de la "Cuenca Alta del Manzanares". Le territoire communal est traversé par plusieurs ruisseaux: Valconejero, Quiñones, de la Vega, Valdelamasa y El Bodonal; tous sont des affluents du Jarama, qui traverse aussi le territoire.
La municipalité de San Sebastián de los Reyes est limitrophe des villes d'Alcobendas, au sud, séparées uniquement par l'Avenue d'Espagne. Elle est aussi limitrophe avec les municipalités de Madrid, Colmenar Viejo, Algete, Cobeña et Paracuellos de Jarama.
| Nord-Ouest: Madrid          | Nord: Madrid et Colmenar Viejo | Nord-Est: Algete                     |
| Ouest: Alcobendas et Madrid |                                | Est: Paracuellos de Jarama et Cobeña |
| Sud-Ouest: Alcobendas       | Sud: Alcobendas                | Sud-Est: Paracuellos de Jarama       |

Le centre de San Sebastián de los Reyes est situé à une altitude de 672 m, cependant l'altitude de la municipalité varie entre les 580 mètres sur les rives de la rivière Jarama au niveau de sa confluence avec la ville d'Alcobendas, jusqu'à 722 mètres au Cerro del Toro, situé au sud du lotissement de Ciudalcampo. L'altitude moyenne de la ville est de 675 mètres.

## Climat
Le climat de San Sebastián de los Reyes est un Climat méditerranéen continental et il a une influence des conditions urbaines moins importantes qu'à la Capitale car il se trouve à 18 km au nord de celle-ci.
Les hivers sont froids, avec des températures minimales inférieures à 0 °C, des gelées nocturnes fréquentes et de la neige. Les étés sont chauds avec des températures autour de 22 °C en moyenne en juillet et août, avec des maximales dépassant parfois les 35 °C. L’amplitude thermique annuelle est très élevée (voire plus de 20 degrés) en raison de la grande distance à la mer et de l'altitude. Son climat est plus froid que celui de la Capitale et légèrement plus pluvieux parce que la ville se trouve plus au nord et hors de l'effet anthropique.
Les précipitations annuelles sont légèrement supérieures à 500 mm, avec un minimum d'été très marqué et un maximum à l'automne et au printemps. Le climat est aussi plus influencé par les tempêtes en provenance du Nord et du Nord-Ouest et, d'autre part, dans une moindre mesure par celles du Sud-Ouest.

## Politique et administration
La ville de San Sebastián de los Reyes comptait 91 083 habitants aux élections municipales du 28 mai 2023. Son conseil municipal (en espagnol : Pleno del Ayuntamiento) se compose donc de 25 élus.

### Maires
| Mandat    | Maire | Maire                             | Parti | Majorité |
| --------- | ----- | --------------------------------- | ----- | -------- |
| 1979-1983 |       | Adolfo Conde Díez                 | PSOE  | 11 / 21  |
| 1983-1987 |       | Adolfo Conde Díez                 | PSOE  | 14 / 21  |
| 1987-1991 |       | Adolfo Conde Díez                 | PSOE  | 12 / 25  |
| 1991-1995 |       | José Blanco Velasco               | PSOE  | 10 / 25  |
| 1991-1995 |       | Ángel Requena (es) (1994)         | IU    | 5 / 25   |
| 1995-1999 |       | Ángel Requena (es)                | IU    | 10 / 25  |
| 1999-2003 |       | Ángel Requena (es)                | II    | 7 / 25   |
| 2003-2007 |       | José Luis Fernández Merino        | PSOE  | 9 / 25   |
| 2007-2011 |       | Manuel Ángel Fernández Mateo (es) | PP    | 13 / 25  |
| 2011-2015 |       | Manuel Ángel Fernández Mateo (es) | PP    | 14 / 25  |
| 2015-2019 |       | Narciso Romero (es)               | PSOE  | 5 / 25   |
| 2019-2023 |       | Narciso Romero (es)               | PSOE  | 7 / 25   |
| 2023-2027 |       | Lucía Fernández Alonso            | PP    | 11 / 25  |

### Quartiers
Politiquement, San Sebastián de los Reyes distingue 4 quartiers administratifs. Chacun dispose de son propre conseiller depuis 2012, après que l'Assemblée de Madrid a voté l'application du régime de « ville très peuplée » (Ciudad de Gran Población) à la commune.
Quartier 1: Casco Antiguo (Vieille ville)
- Là, on trouve la Mairie et les services municipaux, l'église de Saint-Sébastien Martyr, en plus du centre urbain de l'ancien village de San Sebastián de los Reyes.
- Sacramento, qui conserve encore quelques constructions blanchies à la chaux de moitié du XXe siècle.
- El Chaparral, qui a accueilli une bonne partie de l'immigration des années 1960

Quartier 2: Ensanche-Praderón-Alamillos
- El Praderón
- Zone résidentielle "Rosa Luxemburgo", un lotissement de partisans du coopératisme qui date de 1983.
- Santa Bárbara-Baunatal, zone résidentielle et axe culturel depuis les années 1980.
- La Zaporra, ancienne zone partagée avec Alcobendas, des maisons basses et des lieux habités d'immigration rurale aujourd'hui dans un processus de reconversion dans une zone résidentielle de familles de haut et moyen niveau.
- Zone Industrielle Nord - Parc industriel "Los Alamillos".

Quartier 3: Dehesa Vieja y Urbanizaciones (Vieux pâturage et lotissements)
- Dehesa Vieja (littéralement «Vieux pâturage»), élargissement du nord de la ville des années 2000, suivant le tracé typique des P.A.U. de Madrid.
- La Hoya, des aires mixtes, industriel et résidentiel, limitrophes avec la Zone industrielle Sud respectivement.
- Zone industrielle Sud
- Lotissements:
  - La Granjilla
  - Fuente del Fresno
  - Fresno Norte
  - Club de Campo
  - Ciudalcampo

Quartier 4: Arroyos y Tempranales (Ruisseaux et Tempranales)
- Tempranales, nouvelle zone résidentielle dont la construction a démarré autour de l'année 2009 en suivant le modèle de Dehesa Vieja.
- Los Sectores (Les secteurs) ou Los Arroyos (Les ruisseaux), élargissement du nord de la ville des années 1990, composé de rues sinueuses étroites et parallèles.

## Voies de communication et transports

### Autoroute
La principale voie d'accès est l'autoroute A-1 (Autoroute du Nord) (sorties 17, 19, 20, 24), et l'autoroute payante R-2, qui se connecte avec l'autoroute M-12 permettant atteindre n'importe lequel des terminaux de l'Aéroport Adolfo-Suárez de Madrid-Barajas en quelques minutes. En outre, un projet, pour le moment arrêté, prévoyait d'élargir l'autoroute M-50 en passant sous les quartiers du nord de la ville (Dehesa Vieja). Ce projet a été remis en question pour des raisons d'impact environnemental.
| Numérotation | Nom               | Itinéraire                                         |
| ------------ | ----------------- | -------------------------------------------------- |
|              | Autoroute du Nord | Madrid - Irun                                      |
|              | Rocade de Madrid  | R-2 A-2 M-45 R-3 A-3 M-31 A-4 R-4 A-42 R-5 A-5 A-6 |
|              | Radiale 2         | Madrid- Guadalajara                                |
|              | Autoroute M-100   | Alcalá de Henares- San Sebastián de los Reyes      |

### Autobus urbains et interurbains
La ville dispose d'un réseau de 15 lignes d'autobus interurbains (13 diurnes et 2 nocturnes) qui la relient avec Madrid (Plaza de Castilla, Pinar de Chamartín et Canillejas), Tres Cantos, Algete et avec d'autres municipalités du nord de Madrid, de la plaine du Jarama et de la Sierra Norte. Elle dispose également d'autres lignes urbaines d'autobus. Toutes ces lignes sont exploitées par les entreprises privées de transports InterBus, Montes et Santo Domingo.

#### Lignes urbaines
| Ligne | Terminus                                                                         | Exploitant            |
| ----- | -------------------------------------------------------------------------------- | --------------------- |
| 2     | Alcobendas - La Moraleja (via Paseo de Alcobendas)                               | Doroteo Casado Montes |
| 4     | Polideportivo (complexe omnisports) - Moscatelares                               | InterBus              |
| 5     | San Sebastián de los Reyes - Alcobendas - El Soto de La Moraleja                 | InterBus              |
| 7     | Gare ferroviaire - Polígonos (zones industrielles) - Gare ferroviaire (Ceinture) | InterBus              |
| 9     | Alcobendas (Gare ferroviaire) - Alcobendas (Arroyo de la Vega)                   | InterBus              |

#### Lignes interurbaines
| Ligne | Parcours                                                                               | Exploitant                      |
| ----- | -------------------------------------------------------------------------------------- | ------------------------------- |
| 151   | Madrid (Plaza de Castilla) - Alcobendas                                                | InterBus                        |
| 152C  | Madrid (Plaza de Castilla) - San Sebastián de los Reyes (Dehesa Vieja)                 | InterBus                        |
| 153   | Madrid (Plaza de Castilla) - Alcobendas - Zone résidentielle "Rosa Luxemburgo"         | InterBus                        |
| 154   | Madrid (Chamartín) - San Sebastián de los Reyes Ceinture (via Fuencarral)              | InterBus                        |
| 154C  | Madrid (Plaza de Castilla) - San Sebastián de los Reyes (Av. de los Quiñones)          | InterBus                        |
| 156   | Madrid (Plaza de Castilla) - San Sebastián de los Reyes (Parc industriel Moscatelares) | InterBus                        |
| 158   | Madrid (Pinar de Chamartín) - Alcobendas - San Sebastián de los Reyes (Tempranales)    | InterBus                        |
| 161   | Madrid (Plaza de Castilla) - Zone résidentielle "Fuente del Fresno"                    | InterBus                        |
| 166   | San Sebastián de los Reyes - Zone résidentielle "Valdelagua"                           | InterBus                        |
| 171   | Madrid (Plaza de Castilla) - Ciudad Santo Domingo                                      | Transportes Santo Domingo, S.A. |
| 180   | Alcobendas - Algete                                                                    | InterBus                        |
| 827   | Madrid (Canillejas) - Alcobendas - Université autonome - Tres Cantos                   | Doroteo Casado Montes           |
| 827A  | Alcobendas - San Sebastián de los Reyes - Université autonome                          | Doroteo Casado Montes           |
| N102  | Madrid (Plaza de Castilla) - San Sebastián de los Reyes                                | InterBus                        |
| N103  | Madrid (Plaza de Castilla) - Algete                                                    | InterBus                        |

### Transports ferroviaires

#### Métro
San Sebastián de los Reyes est reliée au réseau du métro de Madrid par la ligne 10 depuis 2007. Le territoire de la commune compte trois stations : le terminus d'Hospital Infanta Sofía, Reyes Católicos et Baunatal.

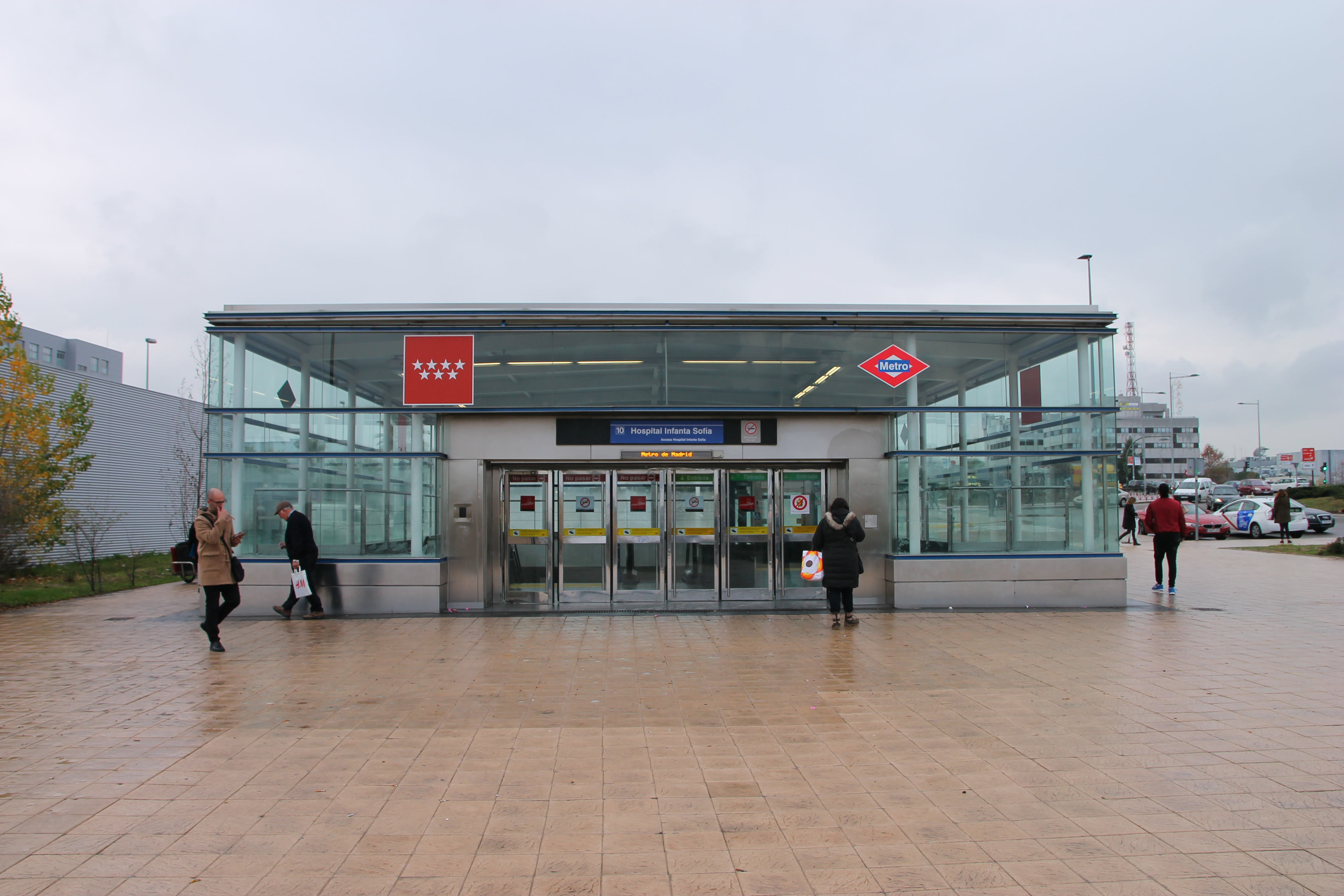
Hospital Infanta Sofía.
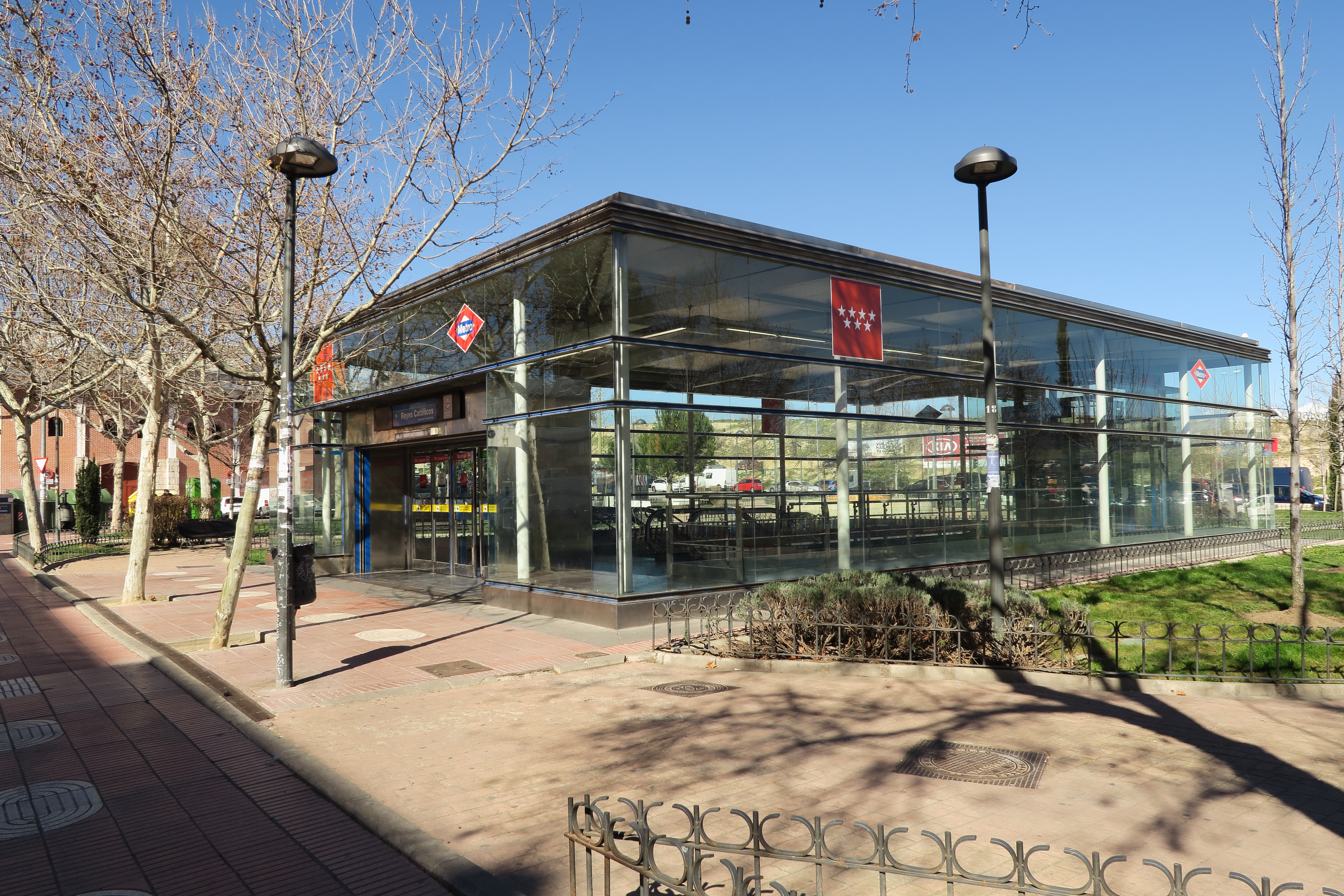
Reyes Católicos.
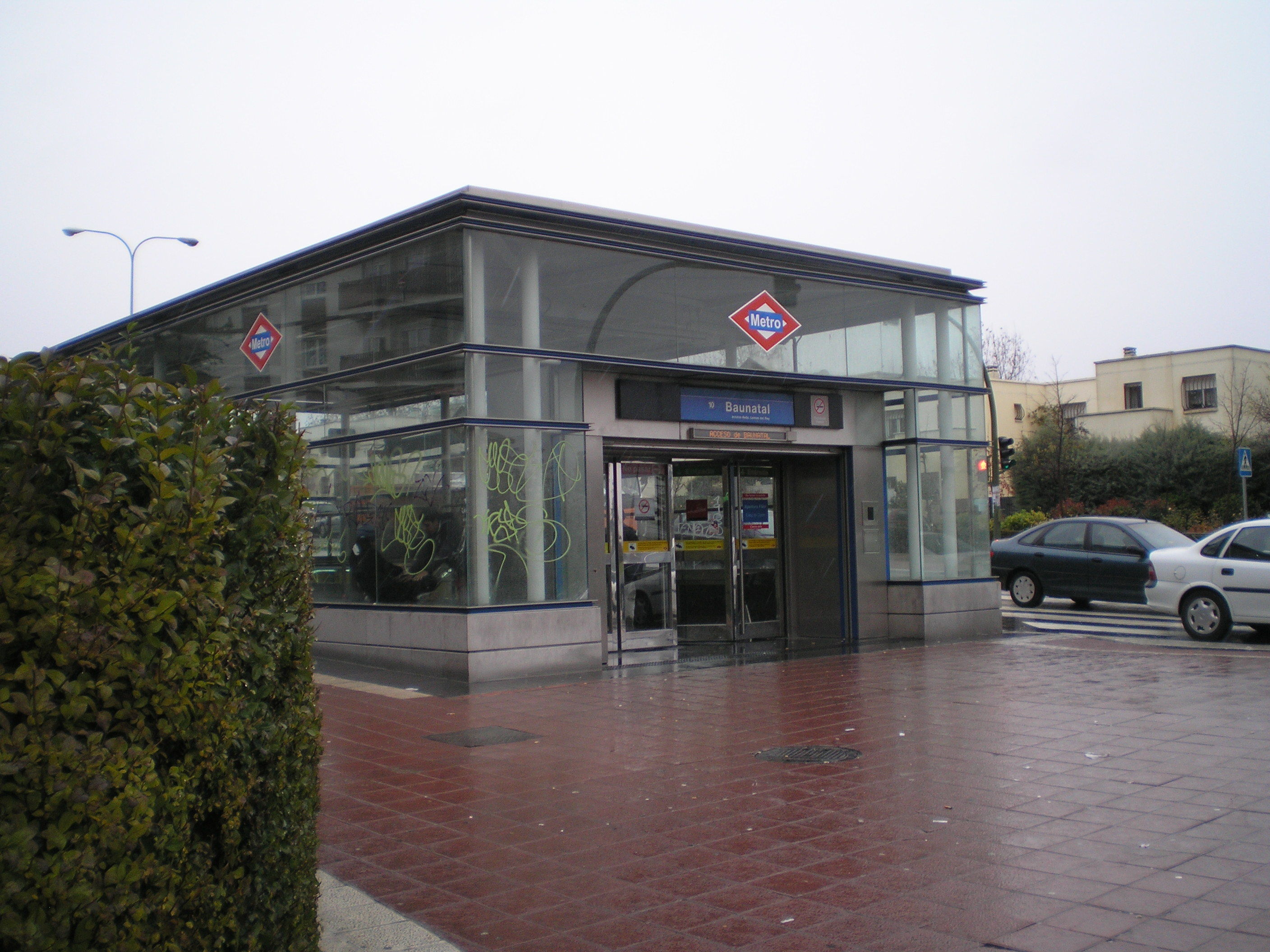
Baunatal.

#### Cercanías
Les citoyens de la municipalité peuvent aussi se rendre à d'autres parties de la communauté de Madrid en train grâce au réseau Cercanías Madrid au départ de la gare d'Alcobendas-San Sebastián de los Reyes.
| Ligne | Terminus                                                                     | Exploitant |
| ----- | ---------------------------------------------------------------------------- | ---------- |
|       | Alcobendas-San Sebastián de los Reyes - Chamartín - Atocha-Cercanías - Parla | Renfe      |

## Fêtes populaires
Fêtes de Saint-Sébastien

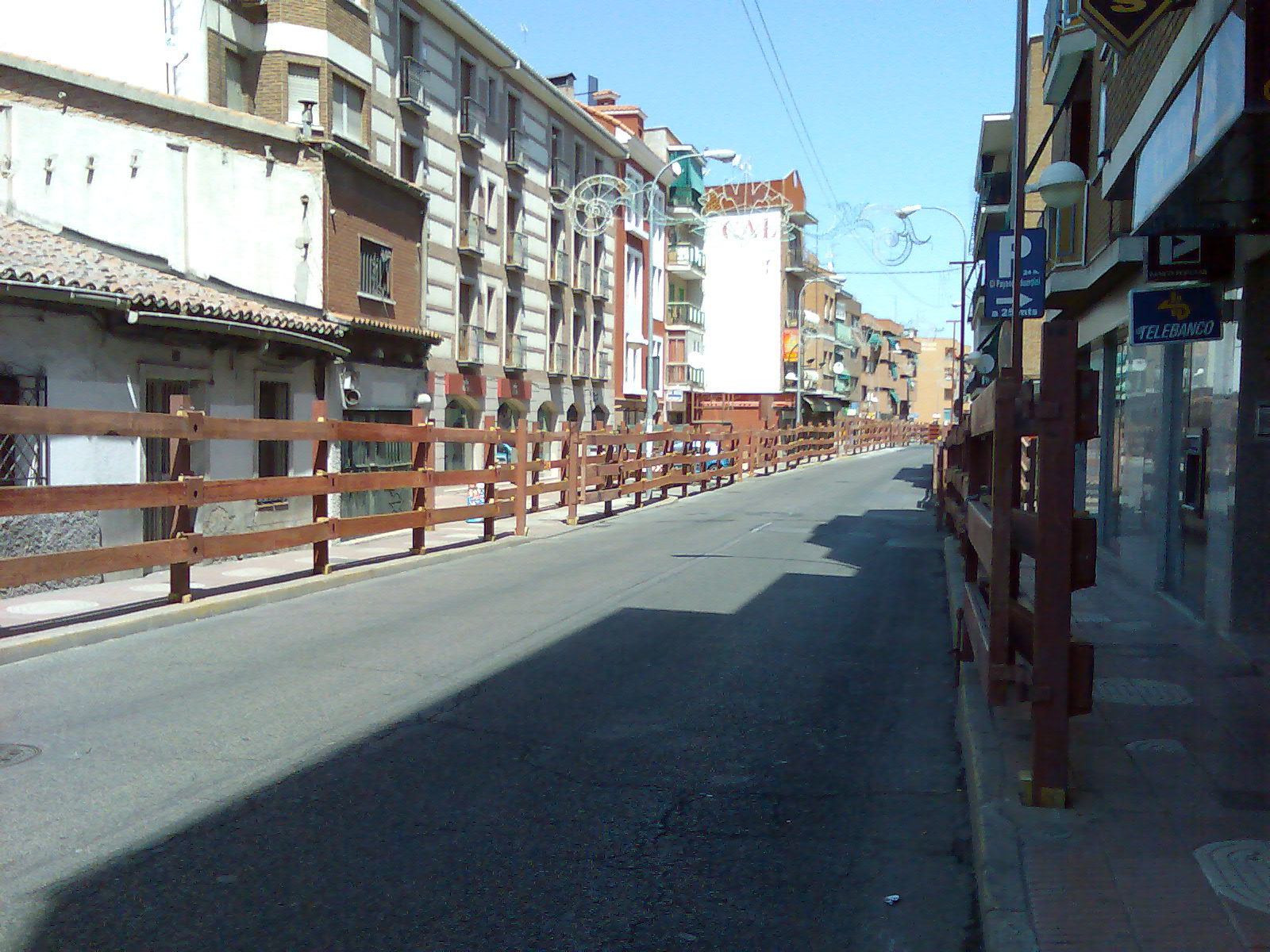
La Calle Real (Rue Royale) préparée pour les encierros.

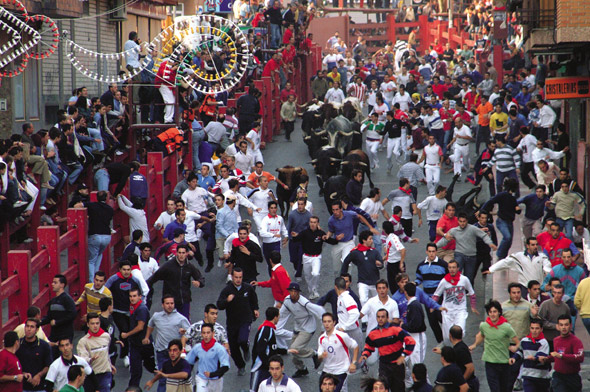
Encierro de San Sebastián de los Reyes à la Calle Estafeta.

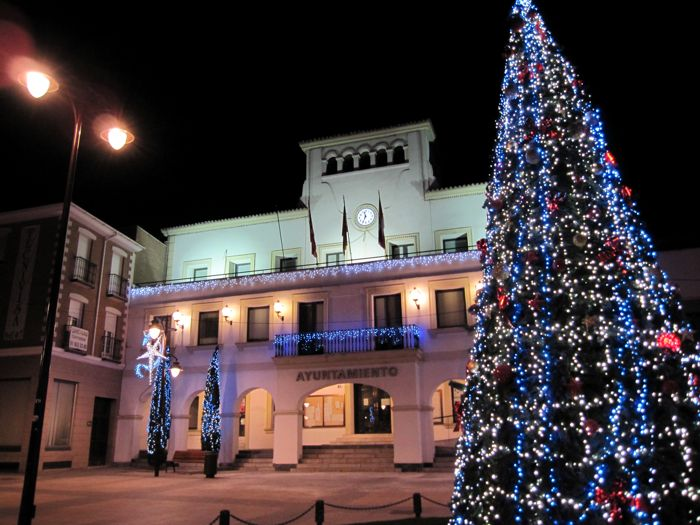
Place la Constitution illuminée à Noël en 2009.

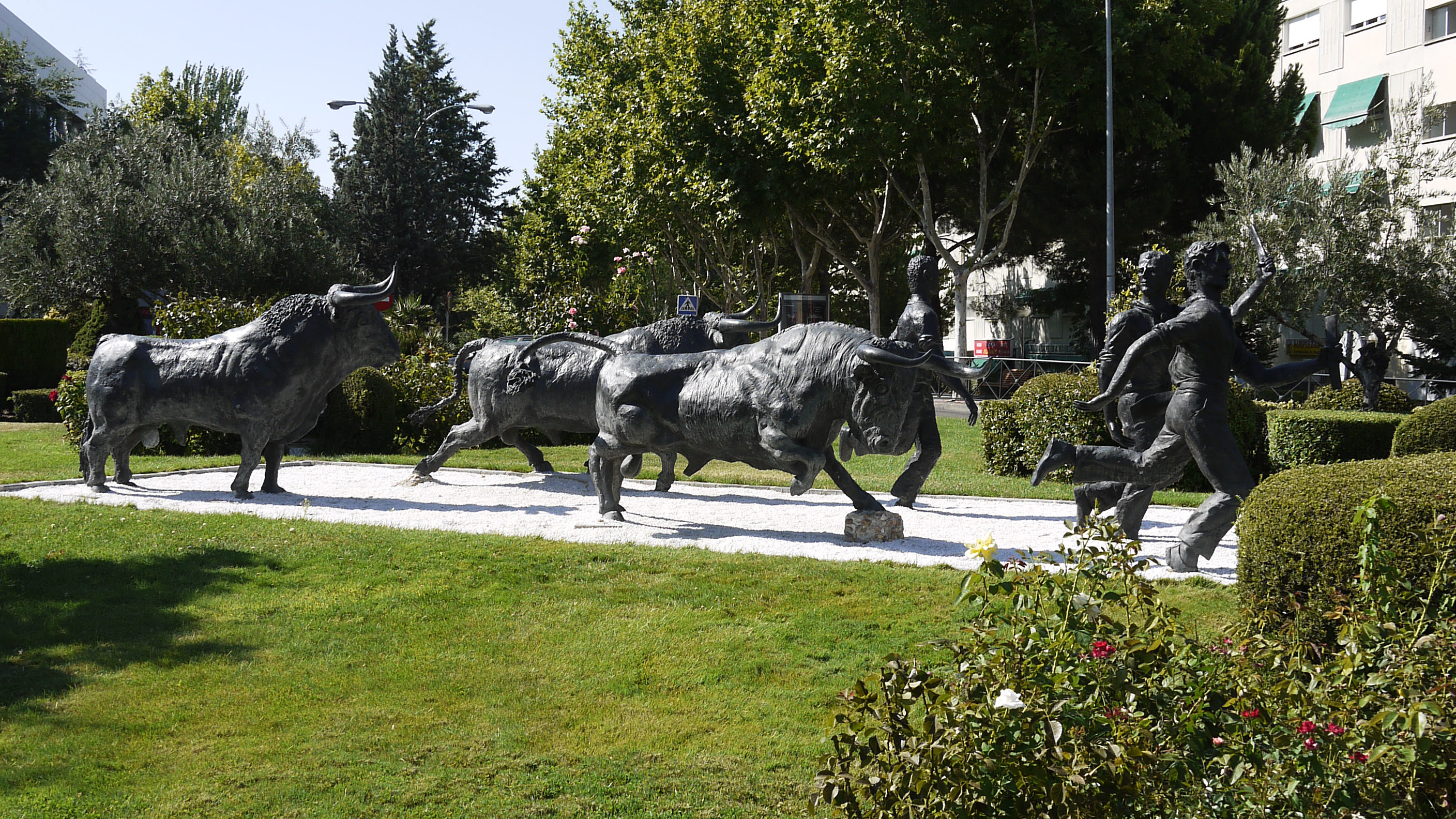
Monument aux encierros, fair par José Miguel Utande, à la Place Andrés Caballero.

Elles sont en l'honneur du saint patron de la ville : Saint-Sébastien Martyr. Elles se déroulent le 19 et le 20 janvier de chaque année, et sont dédiées à la célébration religieuse, (messe et procession avec l'image du Saint à travers les principales rues du centre-ville), en plus de la traditionnelle «suelta de toros» (lâcher de taureaux) pour faire une "capea" (excitation du taureau avec la cape) aux arènes de la ville. Celui-ci est le spectacle qui ouvre la saison taurine de la communauté de Madrid. C'est très intéressant l'explosion du chapelet de pétards le matin du 20 janvier à la Place de la Constitution.
Fêtes du "Dos de Mayo"
En coïncidant avec la journée de la communauté de Madrid, le 2 mai, la ville commémore l’expédition du document fondateur de San Sebastián de los Reyes de la part de la reine Isabelle et le roi Ferdinand. Ce jour les voisins partagent une journée champêtre en dégustant les « ragoûts de viande de taureau » du concours festif et gastronomique, organisé par la Mairie dans le bel endroit naturel de Dehesa Boyal (Pâturage Boyal), situé aux environs de la ville.
Fêtes du « très saint » Christ de los Remedios
La grande fête est réservée à la dernière semaine d'août. La fête en l'honneur du "Très Saint" Christ de los Remedios a lieu le 28 août, bien que le programme de fêtes s'étend durant toute une semaine. Les fêtes ont un grand renom, fondamentalement, en raison de ses traditionnels encierros qui datent de 1525. Les encierros de San Sebastián de los Reyes attirent des milliers de coureurs et des amateurs de toute l'Espagne.
Les fêtes du Christ de los Remedios ont été déclarées d'Intérêt Touristique National en 1985, surtout en raison de ses encierros qui transforment, durant ces dates, la physionomie de la municipalité, puisque l'offre ludique variée et attractive attire des milliers de visiteurs qui se donnent rendez-vous dans les rues et les places de la ville. Les fêtes accueillent des visiteurs de toute l'Espagne et ont lieu, en général, du 24 au 31 août. Elles sont considérées comme les meilleures fêtes de la communauté de Madrid.

## Éducation
À San Sebastián de los Reyes il y a dix-sept crèches (quatre publiques et treize privées), treize collèges publics d'éducation infantile et primaire, cinq instituts d'éducation secondaire (lycées), une École officielle de langues et un collège privé.

## Curiosités
L'histoire de San Sebastián de los Reyes a été et est liée à celle de la commune voisine d'Alcobendas, puisque la distance entre les deux municipalités est de deux rues (Avenida de España et Avenida de Madrid). Ces rues-ci, sur certains tronçons, ont chaque côté appartenant à l'une des deux municipalités. Les deux communes partagent certains services :
- Gare Cercanías: Alcobendas-San Sebastián de los Reyes.
- Agence de l'Administration fiscale.
- Commissariat de la Police Nationale (CNP).

- Il existe au Venezuela une ville nommée aussi San Sebastián de los Reyes, sans aucun rapport avec la municipalité madrilène.
- Parce que Antena 3 Televisión a son siège à San Sebastián de los Reyes, certaines de ses séries ont été tournées dans les rues. C'est le cas de Manos a la obra, Compañeros ou ¡Ay, Señor, Señor!.
- Municipalité où l'entreprise MercurySteam (précédemment Rebel Act Studios) a son siège et qui a créé le jeu Blade: Edge of Darkness.

## Jumelage
La ville de San Sebastián de los Reyes est jumelée avec,:
- Baunatal (Allemagne) depuis 1990